# Souleymane Sacko
Souleymane Dela Sacko (Niamey, 1º agosto 1984) è un calciatore nigerino, centrocampista dell'AS GNN Niamey e della nazionale nigerina.

## Carriera

### Club
Ha giocato nei campionati di prima divisione di Niger, Burkina Faso, Gabon e Guinea.

### Nazionale
Ha esordito in nazionale nel 2011.